# Griglia di Whittaker
La griglia di Whittaker è un metodo sistematico ideato dall'inglese Kenneth Whittaker applicato dai bibliotecari nella scelta degli acquisti librari.

## Descrizione
A seconda degli adattamenti nazionali, esso si compone di varie fasi e criteri metodologici, in via generale riassumibili come segue: in 12 fasi successive si vagliano gli obiettivi per i quali la biblioteca ha motivato l'acquisto di un libro, si esamina la pubblicazione, si confrontano le opinioni dell'équipe e si applica un feedback di controllo per valutare l'efficacia delle scelte effettuate; in particolare, la quarta fase dei criteri di giudizio può ulteriormente suddividersi in criteri bibliografici (formali e strutturali), bibliologici (legati al libro come manufatto editoriale) e riguardanti il contenuto (semantico e di collegamento con altre pubblicazioni).